# Rally de Suecia de 2024
El Rally de Suecia de 2024, oficialmente 71st Rally Sweden, es la 71.ª edición y la segunda ronda de la temporada 2024 del Campeonato Mundial de Rally. Se celebró del 15 al 18 de febrero y contó con un itinerario de dieciocho tramos sobre nieve que sumaban un total de 300,10 km cronometrados. Fue también la segunda ronda de los campeonatos WRC-2 y WRC-3, mientras que fue la primera del JWRC.
Tras casi siete años después de su primera y última victoria mundialista hasta la fecha, el fines Esapekka Lappi volvió a subirse al escalón más alto del podio. Lappi se vio beneficiado por los abandonos por accidentes del líder de la prueba Kalle Rovanperä y de Ott Tänak con los cuales ascendió a la segunda posición tras el nuevo líder de la prueba, el japonés Takamoto Katsuta, ambos lucharon por el liderato que quedó del lado del fines en la séptimo tramo con el japonés cerca hasta el décimo tramo en el cual Katsuta chocó contra un banco de nieve con la parte trasera de su coche no pudiendo sacarlo. Esto dejó a Lappi líder con un minuto y medio de ventaja, distancia que administro para llevarse la victoria por delante del gales Elfyn Evans y de un sorprendente Adrien Fourmaux quien consiguió su primer podio mundialista.
En el WRC-2, el ganador fue el ídolo local Oliver Solberg quien consiguió su segunda victoria consecutiva en esta prueba. Solberg lidero el rally de principio a fin, ganando once de los dieciséis tramos cronometrados para adjudicarse la victoria por más de un minuto a Sami Pajari. Pajari por su parte tuvo que luchar con el estonio Georg Linnamäe por la segunda posición, el finés llegó al domingo adelante por solo 0.2 segundos y tras la primera especial esa renta aumento hasta los 4 segundos, aunque Linnamäe intento recortar la diferencia en los dos tramos finales solo pudo descontar 1.5 segundos, con lo cual Pajari se quedó con el segundo puesto por el escaso margen de 2.5 segundos.
Al estar la lista de inscritos compuesta mayoritariamente por los casi los mismos participantes, los podios del WRC-3 y del JWRC fueron exactamente los mismos. El ganador de la prueba fue el joven prodigio local Mille Johansson, otro joven pero estonio terminó en la segunda posición, Romet Jürgenson no pudo hacer nada para evitar la victoria de Johansson, terminando a 48 segundos de la victoria, mientras que el irlandés Eamonn Kelly ocupó la última plaza del podio a cuatro minutos de Johansson.

## Lista de inscritos
| Num.                                                         | Piloto                   | Copiloto                   | Equipo                           | Automóvil                | Neu.                     |
| World Rally Championship                                     | World Rally Championship | World Rally Championship   | World Rally Championship         | World Rally Championship | World Rally Championship |
| ------------------------------------------------------------ | ------------------------ | -------------------------- | -------------------------------- | ------------------------ | ------------------------ |
| 4                                                            | Esapekka Lappi           | Janne Ferm                 | Hyundai Shell Mobis WRT          | Hyundai i20 N Rally1     | P                        |
| 8                                                            | Ott Tänak                | Martin Järveoja            | Hyundai Shell Mobis WRT          | Hyundai i20 N Rally1     | P                        |
| 11                                                           | Thierry Neuville         | Martijn Wydaeghe           | Hyundai Shell Mobis WRT          | Hyundai i20 N Rally1     | P                        |
| 13                                                           | Grégoire Munster         | Louis Louka                | M-Sport Ford WRT                 | Ford Puma Rally1         | P                        |
| 16                                                           | Adrien Fourmaux          | Alexandre Coria            | M-Sport Ford WRT                 | Ford Puma Rally1         | P                        |
| 18                                                           | Takamoto Katsuta         | Aaron Johnston             | Toyota Gazoo Racing WRT          | Toyota GR Yaris Rally1   | P                        |
| 33                                                           | Elfyn Evans              | Scott Martin               | Toyota Gazoo Racing WRT          | Toyota GR Yaris Rally1   | P                        |
| 37                                                           | Lorenzo Bertelli         | Simone Scattolin           | Toyota Gazoo Racing WRT          | Toyota GR Yaris Rally1   | P                        |
| 69                                                           | Kalle Rovanperä          | Jonne Halttunen            | Toyota Gazoo Racing WRT          | Toyota GR Yaris Rally1   | P                        |
| World Rally Championship 2                                   |                          |                            |                                  |                          |                          |
| 21                                                           | Oliver Solberg           | Elliott Edmondson          | Toksport WRT                     | Škoda Fabia RS Rally2    | P                        |
| 22                                                           | Sami Pajari              | Enni Mälkönen              | Printsport                       | Toyota GR Yaris Rally2   | P                        |
| 23                                                           | Emil Lindholm            | Reeta Hämäläinen           | Emil Lindholm                    | Hyundai i20 N Rally2     | P                        |
| 24                                                           | Lauri Joona              | Janni Hussi                | Lauri Joona                      | Škoda Fabia RS Rally2    | P                        |
| 25                                                           | Georg Linnamäe           | James Morgan               | Georg Linnamäe                   | Toyota GR Yaris Rally2   | P                        |
| 26                                                           | Mikko Heikkilä           | Kristian Temonen           | Mikko Heikkilä                   | Toyota GR Yaris Rally2   | P                        |
| 27                                                           | Fabrizio Zaldivar        | Marcelo Der Ohannesian     | Fabrizio Zaldivar                | Škoda Fabia RS Rally2    | P                        |
| 28                                                           | Gregor Jeets             | Timo Taniel                | Gregor Jeets                     | Škoda Fabia RS Rally2    | P                        |
| 29                                                           | Roope Korhonen           | Anssi Viinikka             | Roope Korhonen                   | Toyota GR Yaris Rally2   | P                        |
| 30                                                           | William Creighton        | Liam Regan                 | William Creighton                | Ford Fiesta Rally2       | P                        |
| 31                                                           | Jan Solans               | Rodrigo Sanjuan de Eusebio | Jan Solans                       | Toyota GR Yaris Rally2   | P                        |
| 32                                                           | Isak Reiersen            | Lucas Karlsson             | Isak Reiersen                    | Škoda Fabia RS Rally2    | P                        |
| 34                                                           | Yuki Yamamoto            | Marko Salminen             | Toyota Gazoo Racing WRT NG       | Toyota GR Yaris Rally2   | P                        |
| 35                                                           | Hikaru Kogure            | Topi Matias Luhtinen       | Toyota Gazoo Racing WRT NG       | Toyota GR Yaris Rally2   | P                        |
| 36                                                           | Michał Sołowow           | Maciej Baran               | Printsport                       | Škoda Fabia RS Rally2    | P                        |
| 38                                                           | Rakan Al-Rashed          | Hugo Magalhães             | Printsport                       | Škoda Fabia RS Rally2    | P                        |
| 39                                                           | Marko Viitanen           | Tapio Suominen             | Marko Viitanen                   | Škoda Fabia RS Rally2    | P                        |
| 40                                                           | Alejandro Mauro Sánchez  | Adrián Pérez Fernández     | Alejandro Mauro Sánchez          | Škoda Fabia Rally2 evo   | P                        |
| 41                                                           | James Leckey             | Stephen McAuley            | James Leckey                     | Citroën C3 Rally2        | P                        |
| 66                                                           | Jarosław Kołtun          | Ireneusz Pleskot           | Jarosław Kołtun                  | Ford Fiesta Rally2       | P                        |
| World Rally Championship 3 - Junior World Rally Championship |                          |                            |                                  |                          |                          |
| 43                                                           | Jan Černý                | Ondřej Krajča              | Jan Černý                        | Ford Fiesta Rally3       | P                        |
| 44                                                           | Filip Kohn               | Tom Woodburn               | Filip Kohn                       | Ford Fiesta Rally3       | P                        |
| 45                                                           | Diego Dominguez Jr       | Rogelio Peñate             | Diego Dominguez Jr               | Ford Fiesta Rally3       | P                        |
| 46                                                           | Norbert Maior            | Francesca Maria Maior      | Norbert Maior                    | Ford Fiesta Rally3       | P                        |
| 47                                                           | Romet Jürgenson          | Siim Oja                   | FIA Rally Star                   | Ford Fiesta Rally3       | P                        |
| 48                                                           | Bruno Bulacia            | Gabriel Morales            | Bruno Bulacia                    | Ford Fiesta Rally3       | P                        |
| 49                                                           | Eamonn Kelly             | Conor Mohan                | Motorsport Ireland Rally Academy | Ford Fiesta Rally3       | P                        |
| 50                                                           | Jakub Matulka            | Daniel Dymurski            | Jakub Matulka                    | Ford Fiesta Rally3       | P                        |
| 51                                                           | Mille Johansson          | Johan Grönvall             | Mille Johansson                  | Ford Fiesta Rally3       | P                        |
| 52                                                           | Fabio Schwarz            | Bernhard Ettel             | Armin Schwarz Driving Experience | Ford Fiesta Rally3       | P                        |
| 53                                                           | Roberto Blach Núñez      | Mauro Barreiro             | Roberto Blach Núñez              | Ford Fiesta Rally3       | P                        |
| 54                                                           | Tom Rensonnet            | Loïc Dumont                | RACB National Team               | Ford Fiesta Rally3       | P                        |
| 55                                                           | Taylor Gill              | Daniel Brkic               | FIA Rally Star                   | Ford Fiesta Rally3       | P                        |
| 56                                                           | Raúl Hernández           | José Murado González       | Raúl Hernández                   | Ford Fiesta Rally3       | P                        |
| 57                                                           | Nataniel Bruun           | Pablo Olmos                | Nataniel Bruun                   | Ford Fiesta Rally3       | P                        |
| 58                                                           | Petr Borodin             | Roman Cheprasov            | ASP Racing                       | Ford Fiesta Rally3       | P                        |
| 59                                                           | Abdullah Al-Rawahi       | Ata Al-Hmoud               | Abdullah Al-Rawahi               | Ford Fiesta Rally3       | P                        |
| 60                                                           | Gerardo Rosselot         | Marcelo Brizio             | Gerardo Rosselot                 | Ford Fiesta Rally3       | P                        |
| 61                                                           | Jose Abito Caparo        | Esther Gutiérrez Porras    | FIA Rally Star                   | Ford Fiesta Rally3       | P                        |
| 62                                                           | Max Smart                | Cameron Fair               | FIA Rally Star                   | Ford Fiesta Rally3       | P                        |
| 63                                                           | Andre Martinez           | Guillermo Sierra Ovalle    | Andre Martinez                   | Ford Fiesta Rally3       | P                        |
| Fuente: ewrc-results.com                                     |                          |                            |                                  |                          |                          |

## Itinerario
| Día                      | Tramo | Nombre               | Distancia | Ganador de la etapa | Automóvil              | Tiempo  | Líder de la general |
| ------------------------ | ----- | -------------------- | --------- | ------------------- | ---------------------- | ------- | ------------------- |
| Día 1 (15 de febrero)    | -     | Håkmark (Shakedown)  | 5.42 km   | Esapekka Lappi      | Hyundai i20 N Rally1   | 2:45.9  | -                   |
| Día 1 (15 de febrero)    | SS1   | Umeå Sprint 1        | 5.16 km   | Kalle Rovanperä     | Toyota GR Yaris Rally1 | 3:18.3  | Kalle Rovanperä     |
| Día 2 (16 de febrero)    | SS2   | #42 Brattby 1        | 10.76 km  | Kalle Rovanperä     | Toyota GR Yaris Rally1 | 6:12.7  | Kalle Rovanperä     |
| Día 2 (16 de febrero)    | SS3   | Norrby 1             | 12.36 km  | Esapekka Lappi      | Hyundai i20 N Rally1   | 5:47.1  | Kalle Rovanperä     |
| Día 2 (16 de febrero)    | SS4   | Floda 1              | 28.25 km  | Takamoto Katsuta    | Toyota GR Yaris Rally1 | 12:40.6 | Takamoto Katsuta    |
| Día 2 (16 de febrero)    | SS5   | #42 Brattby 2        | 10.76 km  | Esapekka Lappi      | Hyundai i20 N Rally1   | 6:56.4  | Takamoto Katsuta    |
| Día 2 (16 de febrero)    | SS6   | Norrby 2             | 12.36 km  | Esapekka Lappi      | Hyundai i20 N Rally1   | 6:11.8  | Takamoto Katsuta    |
| Día 2 (16 de febrero)    | SS7   | Floda 2              | 28.25 km  | Esapekka Lappi      | Hyundai i20 N Rally1   | 13:26.3 | Esapekka Lappi      |
| Día 2 (16 de febrero)    | SS8   | Umeå Sprint 2        | 5.16 km   | Esapekka Lappi      | Hyundai i20 N Rally1   | 3:27.3  | Esapekka Lappi      |
| Día 3 (17 de febrero)    | SS9   | Vännäs 1             | 15.65 km  | Ott Tänak           | Hyundai i20 N Rally1   | 9:00.5  | Esapekka Lappi      |
| Día 3 (17 de febrero)    | SS10  | Sarsjöliden 1        | 14.23 km  | Kalle Rovanperä     | Toyota GR Yaris Rally1 | 6:36.1  | Esapekka Lappi      |
| Día 3 (17 de febrero)    | SS11  | Bygdsiljum 1         | 28.06 km  | Adrien Fourmaux     | Ford Puma Rally1       | 13:56.6 | Esapekka Lappi      |
| Día 3 (17 de febrero)    | SS12  | Vännäs 2             | 15.65 km  | Elfyn Evans         | Toyota GR Yaris Rally1 | 8:54.5  | Esapekka Lappi      |
| Día 3 (17 de febrero)    | SS13  | Sarsjöliden 2        | 14.23 km  | Thierry Neuville    | Hyundai i20 N Rally1   | 6:40.6  | Esapekka Lappi      |
| Día 3 (17 de febrero)    | SS14  | Bygdsiljum 2         | 28.06 km  | Thierry Neuville    | Hyundai i20 N Rally1   | 13:46.8 | Esapekka Lappi      |
| Día 3 (17 de febrero)    | SS15  | Umeå 1               | 10.08 km  | Thierry Neuville    | Hyundai i20 N Rally1   | 5:48.8  | Esapekka Lappi      |
| Día 4 (18 de febrero)    | SS16  | Västervik 1          | 25.50 km  | Kalle Rovanperä     | Toyota GR Yaris Rally1 | 11:19.3 | Esapekka Lappi      |
| Día 4 (18 de febrero)    | SS17  | Västervik 2          | 25.50 km  | Elfyn Evans         | Toyota GR Yaris Rally1 | 11:20.0 | Esapekka Lappi      |
| Día 4 (18 de febrero)    | SS18  | Umeå 2 (Power Stage) | 10.08 km  | Kalle Rovanperä     | Toyota GR Yaris Rally1 | 5:33.8  | Esapekka Lappi      |
| Fuente: ewrc-results.com |       |                      |           |                     |                        |         |                     |

### Power stage
El power stage fue una etapa de 10.08 km al final del rally. Se otorgaron puntos adicionales del Campeonato Mundial a los cinco más rápidos.
| Pos. | Piloto           | Copiloto         | Coche                  | Equipo                  | Tiempo | Puntos |
| ---- | ---------------- | ---------------- | ---------------------- | ----------------------- | ------ | ------ |
| 1    | Kalle Rovanperä  | Jonne Halttunen  | Toyota GR Yaris Rally1 | Toyota Gazoo Racing WRT | 5:33.8 | 5      |
| 2    | Elfyn Evans      | Scott Martin     | Toyota GR Yaris Rally1 | Toyota Gazoo Racing WRT | +0.1   | 4      |
| 3    | Thierry Neuville | Martijn Wydaeghe | Hyundai i20 N Rally1   | Hyundai Shell Mobis WRT | +0.2   | 3      |
| 4    | Ott Tänak        | Martin Järveoja  | Hyundai i20 N Rally1   | Hyundai Shell Mobis WRT | +0.7   | 2      |
| 5    | Takamoto Katsuta | Aaron Johnston   | Toyota GR Yaris Rally1 | Toyota Gazoo Racing WRT | +2.6   | 1      |

## Clasificación final
| World Rally Championship        | World Rally Championship | World Rally Championship | World Rally Championship | World Rally Championship         | World Rally Championship | World Rally Championship | World Rally Championship |
| Pos.                            | Piloto                   | Copiloto                 | Automóvil                | Equipo                           | Neumático                | Tiempo                   | Puntos                   |
| ------------------------------- | ------------------------ | ------------------------ | ------------------------ | -------------------------------- | ------------------------ | ------------------------ | ------------------------ |
| 1                               | Esapekka Lappi           | Janne Ferm               | Hyundai i20 N Rally1     | Hyundai Shell Mobis WRT          | P                        | 2:33:04.9                | 19                       |
| 2                               | Elfyn Evans              | Scott Martin             | Toyota GR Yaris Rally1   | Toyota Gazoo Racing WRT          | P                        | +29.6                    | 20                       |
| 3                               | Adrien Fourmaux          | Alexandre Coria          | Ford Puma Rally1         | M-Sport Ford WRT                 | P                        | +47.9                    | 18                       |
| 4                               | Thierry Neuville         | Martijn Wydaeghe         | Hyundai i20 N Rally1     | Hyundai Shell Mobis WRT          | P                        | +1:46.3                  | 15                       |
| 5                               | Oliver Solberg           | Elliott Edmondson        | Škoda Fabia RS Rally2    | Toksport WRT                     | P                        | +5:04.2                  | 8                        |
| 6                               | Sami Pajari              | Enni Mälkönen            | Toyota GR Yaris Rally2   | Printsport                       | P                        | +6:23.9                  | 6                        |
| 7                               | Georg Linnamäe           | James Morgan             | Toyota GR Yaris Rally2   | Georg Linnamäe                   | P                        | +6:26.4                  | 4                        |
| 8                               | Roope Korhonen           | Anssi Viinikka           | Toyota GR Yaris Rally2   | Roope Korhonen                   | P                        | +6:48.1                  | 3                        |
| 9                               | Mikko Heikkilä           | Kristian Temonen         | Toyota GR Yaris Rally2   | Mikko Heikkilä                   | P                        | +7:25.7                  | 2                        |
| 10                              | Lorenzo Bertelli         | Simone Scattolin         | Toyota GR Yaris Rally1   | Toyota Gazoo Racing WRT          | P                        | +7:37.7                  | 0                        |
| World Rally Championship 2      |                          |                          |                          |                                  |                          |                          |                          |
| 1 (5.)                          | Oliver Solberg           | Elliott Edmondson        | Škoda Fabia RS Rally2    | Toksport WRT                     | P                        | 2:38:09.1                | 25                       |
| 2 (6.)                          | Sami Pajari              | Enni Mälkönen            | Toyota GR Yaris Rally2   | Printsport                       | P                        | +1:19.7                  | 18                       |
| 3 (7.)                          | Georg Linnamäe           | James Morgan             | Toyota GR Yaris Rally2   | Georg Linnamäe                   | P                        | +1:22.2                  | 15                       |
| 4 (8.)                          | Roope Korhonen           | Anssi Viinikka           | Toyota GR Yaris Rally2   | Roope Korhonen                   | P                        | +1:43.9                  | 12                       |
| 5 (9.)                          | Mikko Heikkilä           | Kristian Temonen         | Toyota GR Yaris Rally2   | Mikko Heikkilä                   | P                        | +2:21.5                  | 10                       |
| 6 (11.)                         | Lauri Joona              | Janni Hussi              | Škoda Fabia RS Rally2    | Lauri Joona                      | P                        | +2:58.6                  | 8                        |
| 7 (12.)                         | Emil Lindholm            | Reeta Hämäläinen         | Hyundai i20 N Rally2     | Emil Lindholm                    | P                        | +4:19.6                  | 6                        |
| 8 (13.)                         | Isak Reiersen            | Lucas Karlsson           | Škoda Fabia RS Rally2    | Isak Reiersen                    | P                        | +5:25.3                  | 4                        |
| 9 (14.)                         | Michał Sołowow           | Maciej Baran             | Škoda Fabia RS Rally2    | Printsport                       | P                        | +9:37.1                  | 2                        |
| 10 (15.)                        | Yuki Yamamoto            | Marko Salminen           | Toyota GR Yaris Rally2   | Toyota Gazoo Racing WRT NG       | P                        | +10:16.0                 | 1                        |
| World Rally Championship 3      |                          |                          |                          |                                  |                          |                          |                          |
| 1 (16.)                         | Mille Johansson          | Johan Grönvall           | Ford Fiesta Rally3       | Mille Johansson                  | P                        | 2:49:33.8                | 25                       |
| 2 (17.)                         | Romet Jürgenson          | Siim Oja                 | Ford Fiesta Rally3       | FIA Rally Star                   | P                        | +48.9                    | 18                       |
| 3 (20.)                         | Eamonn Kelly             | Conor Mohan              | Ford Fiesta Rally3       | Motorsport Ireland Rally Academy | P                        | +4:00.8                  | 15                       |
| 4 (21.)                         | Raúl Hernández           | José Murado González     | Ford Fiesta Rally3       | Raúl Hernández                   | P                        | +4:29.2                  | 12                       |
| 5 (24.)                         | Tom Rensonnet            | Loïc Dumont              | Ford Fiesta Rally3       | RACB National Team               | P                        | +7:00.1                  | 10                       |
| 6 (28.)                         | Petr Borodin             | Roman Cheprasov          | Ford Fiesta Rally3       | ASP Racing                       | P                        | +11:08.7                 | 8                        |
| 7 (30.)                         | Taylor Gill              | Daniel Brkic             | Ford Fiesta Rally3       | FIA Rally Star                   | P                        | +12:30.1                 | 6                        |
| 8 (31.)                         | Norbert Maior            | Francesca Maria Maior    | Ford Fiesta Rally3       | Norbert Maior                    | P                        | +12:30.7                 | 4                        |
| 9 (35.)                         | Max Smart                | Cameron Fair             | Ford Fiesta Rally3       | FIA Rally Star                   | P                        | +13:41.3                 | 2                        |
| 10 (37.)                        | Roberto Blach Núñez      | Mauro Barreiro           | Ford Fiesta Rally3       | Roberto Blach Núñez              | P                        | +19:58.9                 | 1                        |
| Junior World Rally Championship |                          |                          |                          |                                  |                          |                          |                          |
| 1 (16.)                         | Mille Johansson          | Johan Grönvall           | Ford Fiesta Rally3       | Mille Johansson                  | P                        | 2:49:33.8                | 25                       |
| 2 (17.)                         | Romet Jürgenson          | Siim Oja                 | Ford Fiesta Rally3       | FIA Rally Star                   | P                        | +48.9                    | 18                       |
| 3 (20.)                         | Eamonn Kelly             | Conor Mohan              | Ford Fiesta Rally3       | Motorsport Ireland Rally Academy | P                        | +4:00.8                  | 15                       |
| 4 (21.)                         | Raúl Hernández           | José Murado González     | Ford Fiesta Rally3       | Raúl Hernández                   | P                        | +4:29.2                  | 12                       |
| 5 (24.)                         | Tom Rensonnet            | Loïc Dumont              | Ford Fiesta Rally3       | RACB National Team               | P                        | +7:00.1                  | 10                       |
| 6 (27.)                         | Gerardo Rosselot         | Marcelo Brizio           | Ford Fiesta Rally3       | Gerardo Rosselot                 | P                        | +10:44.2                 | 8                        |
| 7 (28.)                         | Petr Borodin             | Roman Cheprasov          | Ford Fiesta Rally3       | ASP Racing                       | P                        | +11:08.7                 | 6                        |
| 8 (30.)                         | Taylor Gill              | Daniel Brkic             | Ford Fiesta Rally3       | FIA Rally Star                   | P                        | +12:30.1                 | 4                        |
| 9 (31.)                         | Norbert Maior            | Francesca Maria Maior    | Ford Fiesta Rally3       | Norbert Maior                    | P                        | +12:30.7                 | 2                        |
| 10 (35.)                        | Max Smart                | Cameron Fair             | Ford Fiesta Rally3       | FIA Rally Star                   | P                        | +13:41.3                 | 1                        |
| Fuente: ewrc-results.com        |                          |                          |                          |                                  |                          |                          |                          |